# 헨드 사브리
헨드 사브리(아랍어: هند صبري, 영어: Hend Sabry, 1979년 11월 20일 ~ )는 튀니지의 배우이다. 2010년 유엔 세계 식량 계획 기아 방지 홍보대사로 임명되었으며, 2013년 아라비안 비즈니스 선정 "영향력 있는 아랍 여성 100인" 명단에 들기도 했다.